# Couleuvre brune
Storeria dekayi
Espèce
Synonymes
- Coluber dekayi Holbrook, 1839
- Tropidonotus dekayi (Holbrook, 1839)
- Storeria tropica Cope, 1885
- Storeria dekayi tropica Cope, 1885
- Storeria dekayi var. anomala Dugès, 1888
- Storeria dekayi anomala Dugès, 1888
- Storeria tropica limnetes Anderson, 1961
- Storeria dekayi limnetes Anderson, 1961
- Storeria dekayi temporalineata Trapido, 1944
- Storeria dekayi texana Trapido, 1944
- Storeria dekayi wrightorum Trapido, 1944

Statut de conservation UICN

 LC  : Préoccupation mineure
Storeria dekayi, la Couleuvre brune, est une espèce de serpents de la famille des Natricidae.

## Répartition
Cette espèce se rencontre dans l'Est de l'Amérique du Nord :
- au Canada dans les provinces de l'Ontario et au Québec ;
- dans l'est des États-Unis dans le sud du Minnesota, dans l'Iowa, dans le sud-est du Nebraska, dans le Kansas, dans l'Oklahoma, dans l'est du Texas, dans le Missouri, dans l'Arkansas, en Louisiane, dans le Wisconsin, dans l'Illinois, dans le Michigan, dans l'Indiana, dans l'Ohio, dans le Kentucky, dans le Tennessee, dans le Mississippi, dans l'Alabama, en Géorgie, en Floride, en Caroline du Sud, en Caroline du Nord, en Virginie, en Virginie-Occidentale, en Pennsylvanie, dans le Delaware, dans le Maryland, dans le New Jersey, dans l'État de New York, dans le Connecticut, dans le Massachusetts, dans le Vermont, dans le Sud du New Hampshire et dans le Sud du Maine ;
- au Mexique ;
- au Guatemala ;
- au Honduras.

Sa présence au Belize est incertaine.

## Description

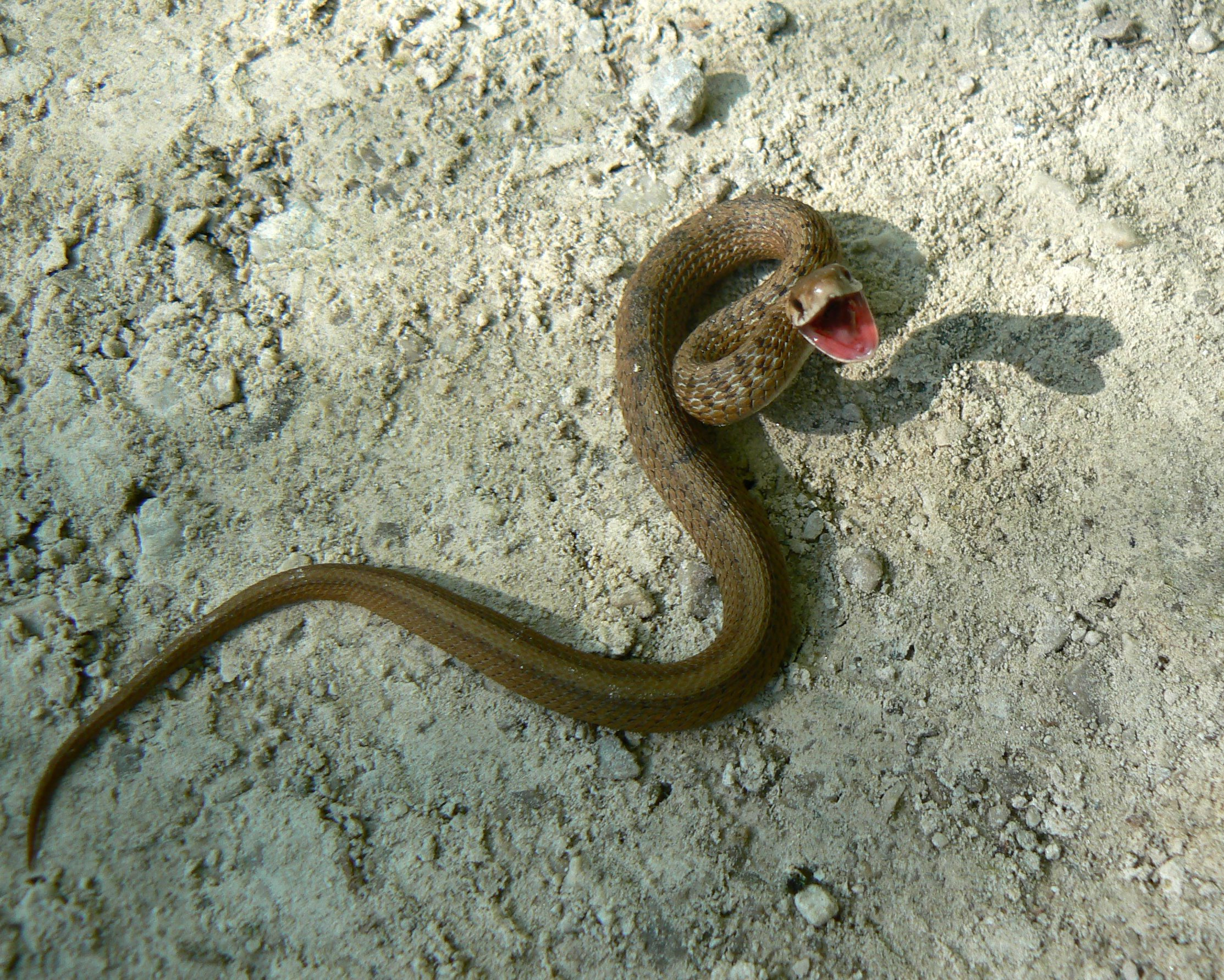

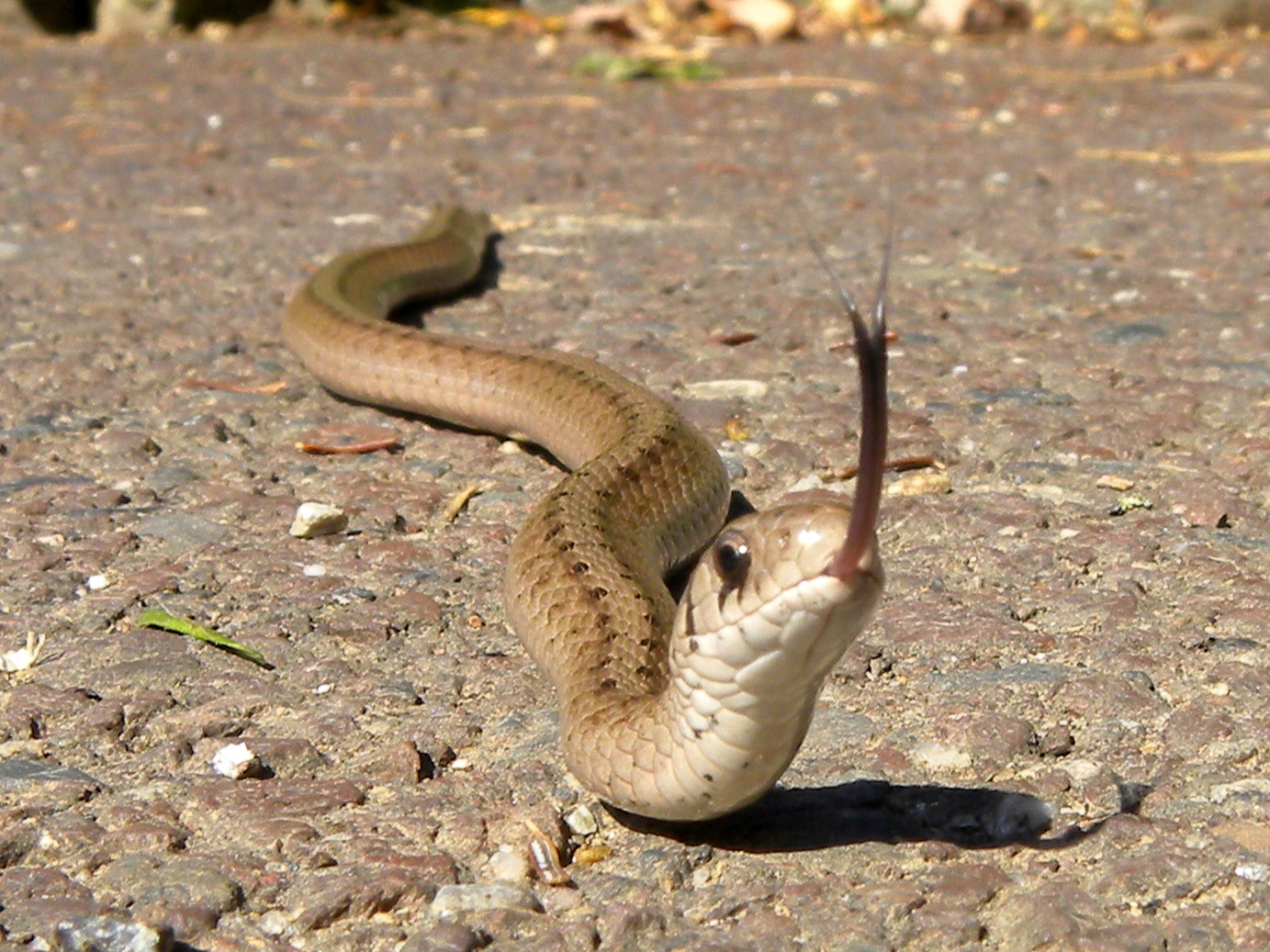

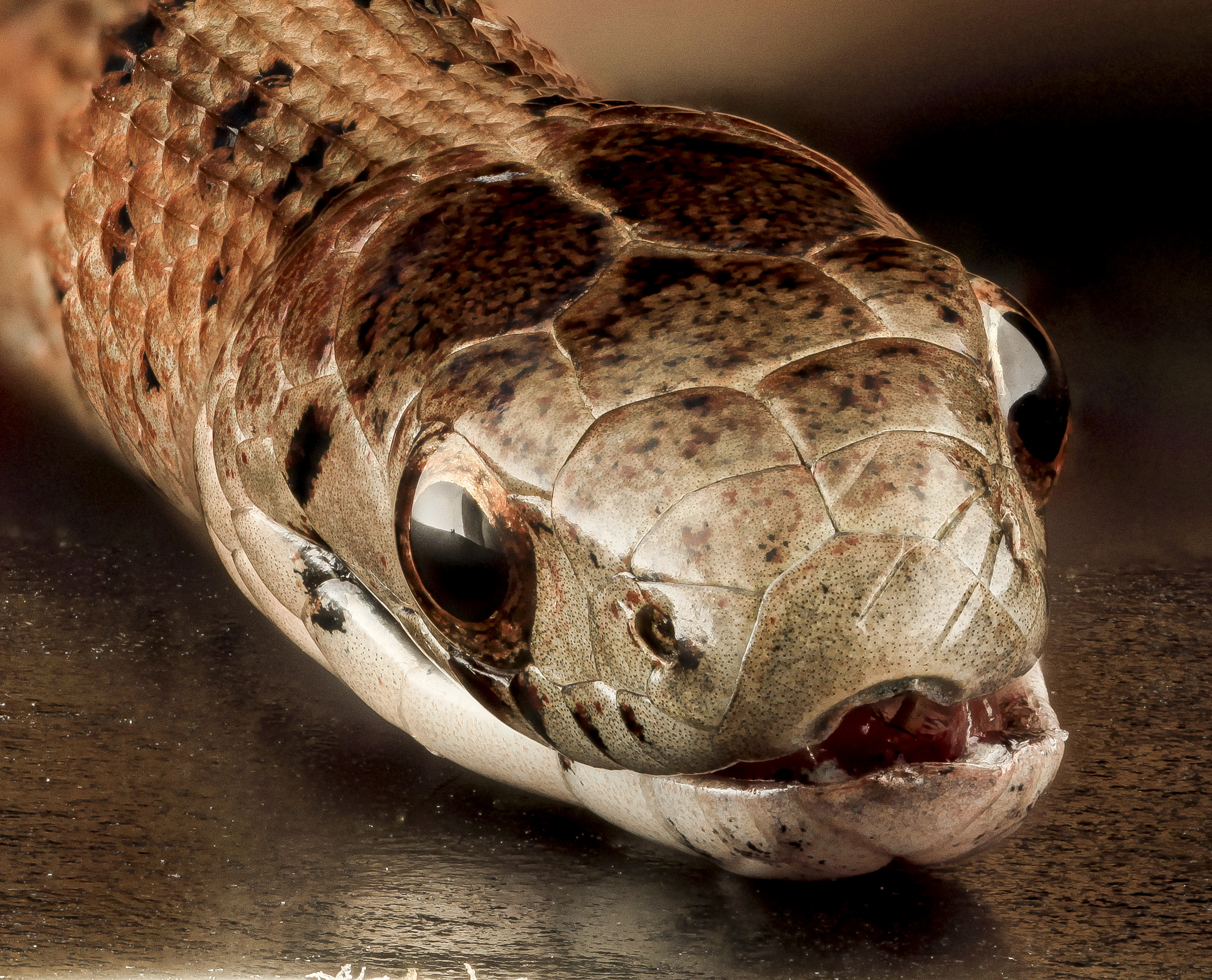

Elle est de couleur brune tirant parfois sur le gris. Sur son dos, il y a deux rangées de taches noires. Il peut arriver que ces taches soient si rapprochées qu'elles forment une ligne. Le ventre est soit rose, soit jaune pâle. Sa taille se situe entre 23 et 33 cm.
C'est la plus rare des couleuvres du Québec, on la retrouve presque exclusivement dans la région montréalaise.
La couleuvre brune se nourrit de vers de terre et de limaces.
La couleuvre brune possède des écailles carénées et une plaque anale divisée. Cette espèce est ovovivipare et donne naissance à environ quatorze petits.

## Systématique et taxinomie
La sous-espèce Storeria dekayi victa a été élevée au rang d'espèce par Pyron, Hsieh, Lemmon, Lemmon et Hendry en 2016, dans le même temps les sous-espèces Storeria dekayi anomala, Storeria dekayi limnetes, Storeria dekayi temporalineata, Storeria dekayi texana, Storeria dekayi tropica et Storeria dekayi wrightorum ont été placées en synonymies avec Storeria dekayi.

## Étymologie
Cette espèce est nommée en l'honneur du zoologiste américain James Ellsworth De Kay (1792-1851).

## Publication originale
- Holbrook, 1839 : North American Herpetology; or Description of the Reptiles Inhabiting the United States, Second Edition, vol. 4 (texte intégral)